# Aeroportul Gisenyi
Aeroportul Gisenyi (IATA: GYI, ICAO: HRYG) este un aeroport din Gisenyi, Gisenyi Sector⁠(d), Rubavu District⁠(d), Provincia de Vest, Rwanda, Rwanda ce deservește zona Gisenyi. A fost deschis în 1928 și numit după zona deservită.
Situat la o altitudine de 1.549 m, aeroportul dispune de o singură pistă.